# 4 Hours of Imola 2025

Tor Autodromo Enzo e Dino Ferrari

4 Hours of Imola 2025 – długodystansowy wyścig samochodowy, który odbył się 6 lipca 2025 roku jako trzecia runda sezonu 2025 serii European Le Mans Series

## Uczestnicy
Lista startowa została opublikowana 25 czerwca 2025 roku i zawierała 44 zgłoszenia w 4 kategoriach – 13 w LMP2, 8 w LMP2 Pro/Am, 10 w LMP3 oraz 13 w LMGT3.

## Harmonogram
| Dzień              | Godzina | Sesja                                   | Długość   |
| ------------------ | ------- | --------------------------------------- | --------- |
| Piątek, 4 lipca    | 10:15   | Pierwsza sesja treningowa               | 90 minut  |
| Piątek, 4 lipca    | 15:15   | Sesja dla kierowców z brązową kategorią | 30 minut  |
| Sobota, 5 lipca    | 10:50   | Druga sesja treningowa                  | 90 minut  |
| Sobota, 5 lipca    | 14:30   | Sesja kwalifikacyjna – LMGT3            | 15 minut  |
| Sobota, 5 lipca    | 14:55   | Sesja kwalifikacyjna – LMP3             | 15 minut  |
| Sobota, 5 lipca    | 15:20   | Sesja kwalifikacyjna – LMP2 Pro/Am      | 15 minut  |
| Sobota, 5 lipca    | 15:45   | Sesja kwalifikacyjna – LMP2             | 15 minut  |
| Niedziela, 6 lipca | 12:00   | Wyścig                                  | 4 godziny |
| Źródło             |         |                                         |           |

## Sesje treningowe
| Klasa                                   | Zespół                        | Samochód                       | Czas           | Okr.           |
| Sesja pierwsza                          | Sesja pierwsza                | Sesja pierwsza                 | Sesja pierwsza | Sesja pierwsza |
| --------------------------------------- | ----------------------------- | ------------------------------ | -------------- | -------------- |
| LMP2                                    | #22 United Autosports         | Oreca 07                       | 1:31,878       | 47             |
| LMP2 Pro/Am                             | #29 TDS Racing                | Oreca 07                       | 1:32,491       | 48             |
| LMP3                                    | #12 WTM by Rinaldi Racing     | Duqueine D09                   | 1:39,787       | 8              |
| LMGT3                                   | #82 TF Sport                  | Corvette Z06 LMGT3.R           | 1:42,827       | 45             |
| Sesja dla kierowców z brązową kategorią |                               |                                |                |                |
| LMP2 Pro/Am                             | #77 Proton Competition        | Oreca 07                       | 1:34,778       | 13             |
| LMP3                                    | #11 Eurointernational         | Ligier JS P325                 | 1:41,667       | 12             |
| LMGT3                                   | #59 Racing Spirit of Léman    | Aston Martin Vantage AMR LMGT3 | 1:44,318       | 13             |
| Sesja druga                             |                               |                                |                |                |
| LMP2                                    | #18 IDEC Sport                | Oreca 07                       | 1:31,426       | 41             |
| LMP2 Pro/Am                             | #20 Algarve Pro Racing        | Oreca 07                       | 1:32,028       | 44             |
| LMP3                                    | #88 Inter Europol Competition | Ligier JS P325                 | 1:40,160       | 30             |
| LMGT3                                   | #59 Racing Spirit of Léman    | Aston Martin Vantage AMR LMGT3 | 1:42,141       | 41             |

## Kwalifikacje
Pole position w każdej kategorii oznaczone jest pogrubieniem.
| Poz.   | Klasa       | Zespół                        | Kierowca               | Czas     | Strata  | Poz. s. |
| ------ | ----------- | ----------------------------- | ---------------------- | -------- | ------- | ------- |
| 1      | LMP2        | #25 Algarve Pro Racing        | Théo Pourchaire        | 1:37,919 | –       | 1       |
| 2      | LMP2        | #34 Inter Europol Competition | Luca Ghiotto           | 1:38,890 | +0,971  | 2       |
| 3      | LMP2        | #9 Iron Lynx – Proton         | Maceo Capietto         | 1:39,439 | +1,520  | 3       |
| 4      | LMP2        | #43 Inter Europol Competition | Nicholas Yelloly       | 1:40,108 | +2,189  | 4       |
| 5      | LMP2        | #30 Duqueine Team             | Reshad de Gerus        | 1:40,268 | +2,349  | 5       |
| 6      | LMP2        | #24 Nielsen Racing            | Filipe Albuquerque     | 1:40,296 | +2,377  | 6       |
| 7      | LMP2        | #48 VDS Panis Racing          | Charles Milesi         | 1:40,514 | +2,595  | 7       |
| 8      | LMP2        | #28 IDEC Sport                | Job van Uitert         | 1:40,850 | +2,931  | 8       |
| 9      | LMP2        | #18 IDEC Sport                | Daniel Juncadella      | 1:41,065 | +3,146  | 9       |
| 10     | LMP2        | #22 United Autosports         | Benjamin Hanley        | 1:41,412 | +3,493  | 10      |
| 11     | LMP2        | #47 CLX Motorsport            | Enzo Fittipaldi        | 1:41,542 | +3,623  | 11      |
| 12     | LMP2        | #10 Vector Sport              | Pietro Fittipaldi      | 1:42,240 | +4,321  | 12      |
| 13     | LMGT3       | #63 Iron Lynx                 | Martin Berry           | 1:43,799 | +5,880  | 32      |
| 14     | LMGT3       | #59 Racing Spirit of Léman    | Clément Mateu          | 1:43,926 | +6,007  | 33      |
| 15     | LMGT3       | #85 Iron Dames                | Célia Martin           | 1:44,085 | +6,166  | 34      |
| 16     | LMGT3       | #57 Kessel Racing             | Takeshi Kimura         | 1:44,496 | +6,577  | 35      |
| 17     | LMGT3       | #74 Kessel Racing             | Andrew Gilbert         | 1:45,118 | +7,199  | 36      |
| 18     | LMGT3       | #55 Spirit of Race            | Duncan Cameron         | 1:45,202 | +7,283  | 37      |
| 19     | LMGT3       | #66 JMW Motorsport            | Scott Noble            | 1:45,305 | +7,386  | 38      |
| 20     | LMGT3       | #82 TF Sport                  | Hiroshi Koizumi        | 1:45,406 | +7,487  | 39      |
| 21     | LMGT3       | #51 AF Corse                  | Charles-Henri Samani   | 1:45,786 | +7,867  | 40      |
| 22     | LMP3        | #17 CLX Motorsport            | Theodor Jensen         | 1:45,844 | +7,925  | 22      |
| 23     | LMGT3       | #60 Proton Competition        | Christian Ried         | 1:46,127 | +8,208  | 41      |
| 24     | LMGT3       | #86 GR Racing                 | Michael Wainwright     | 1:46,201 | +8,282  | 42      |
| 25     | LMP3        | #11 Eurointernational         | Ian Aguilera           | 1:46,599 | +8,680  | 23      |
| 26     | LMP3        | #68 M Racing                  | Quentin Antonel        | 1:47,275 | +9,356  | 24      |
| 27     | LMGT3       | #23 United Autosports         | Michael Birch          | 1:47,304 | +9,385  | 43      |
| 28     | LMP2 Pro/Am | #77 Proton Competition        | Giorgio Roda           | 1:47,528 | +9,609  | 14      |
| 29     | LMP3        | #4 DKR Engineering            | Mikkel Gaarde Pedersen | 1:47,765 | +9,846  | 25      |
| 30     | LMP3        | #88 Inter Europol Competition | Reece Gold             | 1:47,827 | +9,908  | 26      |
| 31     | LMP3        | #35 Ultimate                  | Jean-Baptiste Lahaye   | 1:48,252 | +10,333 | 27      |
| 32     | LMP3        | #31 Racing Spirit of Léman    | Marius Fossard         | 1:48,401 | +10,482 | 28      |
| 33     | LMP3        | #8 Team Virage                | Daniel Nogales         | 1:48,671 | +10,752 | 29      |
| 34     | LMP3        | #12 WTM by Rinaldi Racing     | Griffin Peebles        | 1:48,971 | +11,052 | 30      |
| 35     | LMP3        | #15 RLR MSport                | Gillian Henrion        | 1:49,041 | +11,122 | 31      |
| 36     | LMP2 Pro/Am | #99 AO by TF                  | P.J. Hyett             | 1:50,464 | +12,545 | 15      |
| 37     | LMP2 Pro/Am | #3 DKR Engineering            | Georgios Kolovos       | 1:51,352 | +13,433 | 16      |
| 38     | LMP2 Pro/Am | #29 TDS Racing                | Rodrigo Sales          | 1:51,955 | +14,036 | 17      |
| 39     | LMP2 Pro/Am | #83 AF Corse                  | François Perrodo       | 1:53,027 | +15,108 | 18      |
| 40     | LMP2 Pro/Am | #20 Algarve Pro Racing        | Kriton Lendoudis       | 1:55,020 | +17,101 | 19      |
| 41     | LMP2 Pro/Am | #21 United Autosports         | Daniel Schneider       | 1:55,144 | +17,225 | 20      |
| 42     | LMP2 Pro/Am | #27 Nielsen Racing            | Anthony Wells          | –        | –       | 21      |
| 43     | LMP2        | #37 CLX – Pure Rxcing         | Tristan Vautier        | –        | –       | 13      |
| 44     | LMGT3       | #50 Richard Mille AF Corse    | Custodio Toledo        | –        | –       | 44      |
| Źródła |             |                               |                        |          |         |         |

## Wyścig

### Wyniki
Minimum do bycia sklasyfikowanym (70 procent dystansu pokonanego przez zwycięzców wyścigu) wyniosło 88 okrążeń. Zwycięzcy klas są oznaczeni pogrubieniem.
| Poz.              | Klasa             | Zespół                                        | Kierowcy                                                 | Samochód                       | Opony | Okr. | Czas/Strata  |
| ----------------- | ----------------- | --------------------------------------------- | -------------------------------------------------------- | ------------------------------ | ----- | ---- | ------------ |
| 1                 | LMP2              | #48 VDS Panis Racing                          | Oliver Gray Charles Milesi Esteban Masson                | Oreca 07                       | G     | 126  | 4:22:08,499  |
| 2                 | LMP2              | #43 Inter Europol Competition                 | Jakub Śmiechowski Tom Dillmann Nicholas Yelloly          | Oreca 07                       | G     | 126  | +8,856       |
| 3                 | LMP2              | #25 Algarve Pro Racing                        | Matthias Kaiser Lorenzo Fluxá Théo Pourchaire            | Oreca 07                       | G     | 126  | +33,217      |
| 4                 | LMP2              | #9 Iron Lynx – Proton                         | Jonas Ried Macéo Capietto Matteo Cairoli                 | Oreca 07                       | G     | 126  | +59,071      |
| 5                 | LMP2              | #47 CLX Motorsport                            | Manuel Espirito Santo Enzo Fittipaldi Luis Felipe Derani | Oreca 07                       | G     | 125  | +1 okrążenie |
| 6                 | LMP2 Pro/Am       | #99 AO by TF                                  | P.J. Hyett Louis Delétraz Dane Cameron                   | Oreca 07                       | G     | 125  | +1 okrążenie |
| 7                 | LMP2 Pro/Am       | #77 Proton Competition                        | Giorgio Roda René Binder Bent Viscaal                    | Oreca 07                       | G     | 125  | +1 okrążenie |
| 8                 | LMP2 Pro/Am       | #20 Algarve Pro Racing                        | Kriton Lendoudis Alexander Quinn Olli Caldwell           | Oreca 07                       | G     | 125  | +1 okrążenie |
| 9                 | LMP2 Pro/Am       | #29 TDS Racing                                | Rodrigo Sales Mathias Beche Clément Novalak              | Oreca 07                       | G     | 125  | +1 okrążenie |
| 10                | LMP2              | #34 Inter Europol Competition                 | Pedro Perino Jean-Baptiste Simmenauer Luca Ghiotto       | Oreca 07                       | G     | 125  | +1 okrążenie |
| 11                | LMP2              | #24 Nielsen Racing                            | Cem Bölükbaşı Ferdinand Habsburg Filipe Albuquerque      | Oreca 07                       | G     | 125  | +1 okrążenie |
| 12                | LMP2              | #22 United Autosports                         | Manuel Maldonado Grégoire Saucy Benjamin Hanley          | Oreca 07                       | G     | 125  | +1 okrążenie |
| 13                | LMP2 Pro/Am       | #83 AF Corse                                  | François Perrodo Matthieu Vaxivière Alessio Rovera       | Oreca 07                       | G     | 125  | +1 okrążenie |
| 14                | LMP2              | #30 Duqueine Team                             | Francesco Simonazzi Roy Nissany Reshad de Gerus          | Oreca 07                       | G     | 124  | +2 okrążenia |
| 15                | LMP2              | #37 CLX – Pure Rxcing                         | Alaksandr Małychin Tristan Vautier Tom Blomqvist         | Oreca 07                       | G     | 124  | +2 okrążenia |
| 16                | LMP2 Pro/Am       | #21 United Autosports                         | Daniel Schneider Marino Satō Oliver Jarvis               | Oreca 07                       | G     | 124  | +2 okrążenia |
| 17                | LMP2              | #18 IDEC Sport                                | Jamie Chadwick Mathys Jaubert Daniel Juncadella          | Oreca 07                       | G     | 123  | +3 okrążenia |
| 18                | LMP2 Pro/Am       | #3 DKR Engineering                            | Georgios Kolovos Laurents Hörr Thomas Laurent            | Oreca 07                       | G     | 123  | +3 okrążenia |
| 19                | LMP2              | #10 Vector Sport                              | Ryan Cullen Władisław Łomko Pietro Fittipaldi            | Oreca 07                       | G     | 122  | +4 okrążenia |
| 20                | LMP2 Pro/Am       | #27 Nielsen Racing                            | Anthony Wells James Allen Sérgio Sette Câmara            | Oreca 07                       | G     | 122  | +4 okrążenia |
| 21                | LMGT3             | #82 TF Sport                                  | Hiroshi Koizumi Rui Andrade Charlie Eastwood             | Corvette Z06 LMGT3.R           | G     | 118  | +8 okrążeń   |
| 22                | LMGT3             | #74 Kessel Racing                             | Andrew Gilbert Fran Rueda Miguel Molina                  | Ferrari 296 LMGT3              | G     | 118  | +8 okrążeń   |
| 23                | LMGT3             | #55 Spirit of Race                            | Duncan Cameron David Perel Matthew Griffin               | Ferrari 296 LMGT3              | G     | 118  | +8 okrążeń   |
| 24                | LMGT3             | #51 AF Corse                                  | Charles-Henri Samani Conrad Laursen Davide Rigon         | Ferrari 296 LMGT3              | G     | 118  | +8 okrążeń   |
| 25                | LMGT3             | #60 Proton Competition                        | Christian Ried Matteo Cressoni Alessio Picariello        | Porsche 911 GT3 R LMGT3 (992)  | G     | 118  | +8 okrążeń   |
| 26                | LMGT3             | #66 JMW Motorsport                            | Scott Noble Jason Hart Gianmaria Bruni                   | Ferrari 296 LMGT3              | G     | 118  | +8 okrążeń   |
| 27                | LMP3              | #17 CLX Motorsport                            | Paul Lanchère Adrien Closmenil Theodor Jensen            | Ligier JS P325                 | M     | 118  | +8 okrążeń   |
| 28                | LMP3              | #31 Racing Spirit of Léman                    | Jacques Wolff Jean-Ludovic Foubert Marius Fossard        | Ligier JS P325                 | M     | 116  | +10 okrążeń  |
| 29                | LMGT3             | #59 Racing Spirit of Léman                    | Clément Mateu Erwan Bastard Valentin Hasse-Clot          | Aston Martin Vantage AMR LMGT3 | G     | 116  | +10 okrążeń  |
| 30                | LMGT3             | #50 Richard Mille AF Corse                    | Custodio Toledo Lilou Wadoux Riccardo Agostini           | Ferrari 296 LMGT3              | G     | 116  | +10 okrążeń  |
| 31                | LMGT3             | #85 Iron Dames                                | Célia Martin Sarah Bovy Michelle Gatting                 | Porsche 911 GT3 R LMGT3 (992)  | G     | 116  | +10 okrążeń  |
| 32                | LMP3              | #11 Eurointernational                         | Fabien Michal Ian Aguilera                               | Ligier JS P325                 | M     | 116  | +10 okrążeń  |
| 33                | LMP3              | #12 WTM by Rinaldi Racing                     | Torsten Kratz Leonard Weiss Griffin Peebles              | Duqueine D09                   | M     | 115  | +11 okrążeń  |
| 34                | LMP3              | #8 Team Virage                                | Jacek Zielonka Daniel Nogales Rik Koen                   | Ligier JS P325                 | M     | 115  | +11 okrążeń  |
| 35                | LMGT3             | #23 United Autosports                         | Michael Birch Garnet Patterson Wayne Boyd                | McLaren 720S LMGT3 Evo         | G     | 114  | +12 okrążeń  |
| 36                | LMP3              | #35 Ultimate                                  | Louis Stern Jean-Baptiste Lahaye Matthieu Lahaye         | Ligier JS P325                 | M     | 113  | +13 okrążeń  |
| 37                | LMP3              | #88 Inter Europol Competition                 | Timothy Creswick Douwe Dedecker Reece Gold               | Ligier JS P325                 | M     | 112  | +14 okrążeń  |
| 38                | LMP3              | #4 DKR Engineering                            | Antti Rammo Wyatt Brichacek Mikkel Gaarde Pedersen       | Ginetta G61-LT-P325-Evo        | M     | 101  | +25 okrążeń  |
| Niesklasyfikowani |                   |                                               |                                                          |                                |       |      |              |
|                   | LMP3              | #68 M Racing                                  | Stéphane Tribaudini Quentin Antonel                      | Ligier JS P325                 | M     | 98   |              |
| LMP3              | #15 RLR MSport    | Michael Jensen Nick Adcock Gillian Henrion    | Ligier JS P325                                           | M                              | 42    |      |              |
| LMP2              | #28 IDEC Sport    | Paul Lafargue Job van Uitert Paul-Loup Chatin | Oreca 07                                                 | G                              | 18    |      |              |
| LMGT3             | #86 GR Racing     | Michael Wainwright Riccardo Pera Tom Fleming  | Ferrari 296 LMGT3                                        | G                              | 16    |      |              |
| LMGT3             | #63 Iron Lynx     | Martin Berry Lorcan Hanafin Fabian Schiller   | Mercedes-AMG LMGT3                                       | G                              | 16    |      |              |
| LMGT3             | #57 Kessel Racing | Takeshi Kimura Ben Tuck Daniel Serra          | Ferrari 296 LMGT3                                        | G                              | 16    |      |              |

### Statystyki

#### Najszybsze okrążenie
| Klasa       | Kierowca            | Zespół                        | Czas     | Okr. |
| ----------- | ------------------- | ----------------------------- | -------- | ---- |
| LMP2        | Nicholas Yelloly    | #43 Inter Europol Competition | 1:31,813 | 86   |
| LMP2 Pro/Am | Sérgio Sette Câmara | #27 Nielsen Racing            | 1:32,105 | 121  |
| LMP3        | Reece Gold          | #88 Inter Europol Competition | 1:39,767 | 112  |
| LMGT3       | Davide Rigon        | #51 AF Corse                  | 1:43,446 | 76   |
| Źródło      |                     |                               |          |      |